# Coryphaenoides rudis
Coryphaenoides rudis es una especie de pez de la familia Macrouridae en el orden de los Gadiformes.

## Morfología
• Los machos pueden llegar alcanzar los 111 cm de longitud total.

## Alimentación
Come cefalópodos.

## Hábitat
Es un pez de aguas profundas que vive entre 600-2.380 m de profundidad.

## Distribución geográfica
Se encuentra en las Islas Kermadec, las Filipinas, el Mar de Tasmania, la isla de Socotra y el Atlántico tropical y  subtropical (incluyendo el Golfo de México y el Mar Caribe).